# Phineas Horton
El Profesor Phineas Thomas Horton es un personaje de ficción en el Universo Marvel el cual fue el creador de la Antorcha Humana original.

## Publicación
Phineas T. Horton hizo su primera aparición en Marvel Comics #1 (October 1939), y fue creado por  Carl Burgos.
El personaje aparecería en The Avengers #134-135 (April-May 1975), y en Avengers: Forever #8 (July 1999).
Phineas T. Horton tiene una entrada en el  Official Handbook of the Marvel Universe Update '89 #3.

## Biografía
Un talentoso y prometedor estudiante en los primeros días de su bioingeniería, un tal Phineas Horton visitó la pequeña y tranquila ciudad de Timely al norte de Illinois donde se encontró con el alcalde de la ciudad Victor Timely. Timely se dio cuenta de el potencial de Horton y le ayudó a fomentar sus estudios con frecuentes charlas, lo cual desembocó en Horton la habilidad de crear vida androide sintética en 1940.  Horton reveló la existencia de un androide al mundo en una conferencia en New York City; y fue llamada la Antorcha Humana por los medios debido a que se inflamaba en su contacto con el aire.  La reacción de la prensa al androide fue verlo como una amenaza y Horton se vio presionado a enterrar a la antorcha en cemento hasta que pudiera controlar las llamas.  Sin embargo, la antorcha fue capaz de escapar; Horton fue condenado al ostracismo de la comunidad científica y el gobierno incautó todo su equipamiento.  La antorcha aprendió a controlar sus poderes y cortó sus lazos con su creador.
Horton se mudó a Boston y creó otro androide llamado Adam II, que se rebeló contra su creador.  La antorcha y su compañero Toro fueron a visitar al profesor Horton, pero Adam los capturó. The Patriot liberó a los capturados por Adam, y los All-Winners Squad derrotaron a Adam (con el coste de la vida de Captain America), llevando a Adam a la destrucción en un accidente de automóvil.
En 1955, la antorcha humana se creía destruida, haciendo añicos los sueños de gloria de Horton una vez más.  Horton desapareció del mundo público, trabajando como mecánico bajo el alias "Thomas Raye" y bebiendo en exceso.  Se casó ya con cierta edad con una mujer que tenía una hija llamada Frankie la cual tomo el apellido de su padrastro.  Su madre murió muy pronto tras el matrimonio, llevano al alcohol a Horton una vez más.
Cuando Frankie era una chica joven, Horton conoció la existencia de los Cuatro Fantásticos, un miembro de ellos tomó el nombre de Antorcha Humana. Horton llevó a Frankie a una empresa química abandonada para intentar construir de nuevo a su antorcha humana.  Cuando Frankie llevaba un barril de productos químicos para su padre, se cayó y los químicos la envolvieron en llamas, mutándola en una superhumana pareciendo una antorcha. Horton sintiéndose responsable por lo ocurrido planto una semilla hipnótica en Frankie de manera que la hiciera olvidar lo ocurrido y el miedo al fuego.  Horton estaba avergonzado, y desapareció mientras Frankie aún estaba en trance, nunca volvieron a tener contacto excepto por el dinero que el le enviaba regularmente.
El androide superheroico Vision había sido engañado por Immortus haciéndole creer que Horton le había creado a partir de los restos de Antorcha Humana original.  Cuando una agencia internacional capturó a la Visión y borró su memoria, rastrearon al envejecido Horton para forzarle a reprogramas a la Visión.  Horton, por supuesto, no había trabajado anteriormente en la Visión y no sabía como arreglarla.  Cuando los West Coast Avengers vinieron a rescatar a la Visión, se encontraron a la Visión desmontada y a Phineas Horton encarcelado. Horton fue capaz de ayudar a los vengadores para encontrar el lugar de descanso de la antorcha, y la Bruja Escarlata la revivió con sus poderes. It would later be revealed that this Horton was actually a Space Phantom, used by Immortus to further deceive the Avengers.
Horton has a granddaughter named Victoria Anderson.